# Campionato sudamericano di rugby 2002
Il campionato sudamericano di rugby 2002 (in spagnolo Sudamericano de Rugby 2002; in portoghese Campeonato Sul-Americano de Rugby de 2002) fu il 24º campionato continentale del Sudamerica di rugby a 15.
Si tenne in Argentina e Cile dal 28 aprile al 4 maggio 2002 tra quattro squadre nazionali e fu vinto dall'Argentina per la ventitreesima volta, dodicesima consecutiva.
La prima divisione si tenne a Mendoza (Argentina) e a Santiago del Cile, che ospitò uno dei sei incontri del torneo, e fu vinta dall'Argentina, che si aggiudicò il torneo per la ventitreesima volta su altrettante partecipazioni (e 24 edizioni totali); la superiorità dei Pumas fu evidente anche nei distacchi inflitti agli altri avversari; a parte il 35-21 con cui furono battuti i loro rivali più attrezzati dell'Uruguay, in tale edizione di torneo la formazione argentina ottenne la sua miglior vittoria di sempre, al 2014 insuperata, un 152-0 al Paraguay (24 mete, 16 delle quali trasformate), e a seguire il Cile fu battuto per 57-13.
L'Uruguay, a propria volta, si aggiudicò il secondo posto battendo il Cile per 33-16.
Il Paraguay, la squadra più debole del girone, terminò il torneo con tre sconfitte in altrettanti incontri.
La seconda divisione valse come primo turno di qualificazione americana alla Coppa del Mondo di rugby 2003 in Australia.
La vincitrice della seconda divisione, infatti, oltre ad accedere allo spareggio-promozione per la prima divisione del Sudamericano 2003, si qualificò al turno di spareggio contro la vincente del campionato dei Caraibi del 2001.
A vincere la seconda divisione fu il Brasile, che nella stagione successiva dovette affrontare il Paraguay, ultimo classificato della prima divisione 2002, per l'accesso alla prima divisione 2003.
A parte l'Argentina, già qualificata per la Coppa del Mondo di rugby 2003, la prima divisione destinò l'Uruguay al girone finale delle qualificazioni americane alla competizione e Cile e Paraguay al terzo turno delle stesse.
Il valore delle marcature, come stabilito dall’IRFB nel 1992, era: 5 punti per ciascuna meta (7 se trasformata), 3 punti per la realizzazione di ciascun calcio piazzato, idem per il drop.
Ai fini della classifica, invece, per ogni incontro erano in palio tre punti per la vittoria, due per il pareggio, uno per la sconfitta in campo e zero per la sconfitta per forfait.

## Squadre partecipanti
| Sudamericano “A” | Sudamericano “B” |
| ---------------- | ---------------- |
| Argentina        | Brasile          |
| Cile             | Colombia         |
| Paraguay         | Perù             |
| Uruguay          | Venezuela        |

## Sudamericano "A"

### Risultati
| Arbitro: | Horacio Marsal Spinzi |

|                                                                             |      |              |
| Soler 8’, 33’ Núñez Piossek 19’, 55’ Senillosa 48’ J. Fernández Miranda 72’ | mt   | Grille (2)   |
| J. Fernández Miranda 19’                                                    | tr   | Menchaca     |
| J. Fernández Miranda 4’                                                     | c.p. | Menchaca (2) |
|                                                                             | drop | S. Aguirre   |

| Santiago del Cile 28 aprile 2002                                                  | Cile | 57 – 5 | Paraguay | Prince of Wales C.C. |
| S. Berti Damm Escobár B. García Wilson (4) Lacassie (2) mt Kneupp S. Berti (6) tr |      |        |          |                      |
|                                                                                   |      |        |          |                      |
| S. Berti Damm Escobár B. García Wilson (4) Lacassie (2)                           | mt   | Kneupp |          |                      |
| S. Berti (6)                                                                      | tr   |        |          |                      |

| Arbitro: | Rafael Molina |

|                          |      |                       |
| Calleja B. García Wilson | mt   | Berruti Grille Ibarra |
| González (2)             | c.p. | Menchaca (6)          |

| Arbitro: | Andrés Herbozo |

| |    |  |
| Sporleder 1’, 30’, 54’, 61’ Núñez Piossek 4’, 33’, 38’, 45’ Soler 9’, 16’, 41’, 48’ Stortoni 11’, 17’, 51’ Bouza 27’, 43’ Senillosa 49’, 66’, 78’ Légora 57’ Nannini 58’ Gaitán 70’ Phelan 73’ | mt |  |
| Cilley 1’, 4’, 9’, 11’, 16’, 27’, 33’, 41’, 45’, 48’, 51’, 54’, 58’, 61’, 66’, 70’ | tr |  |

| Arbitro: | Rafael Molina |

|              |      |                                                                                     |
|              | mt   | M. Aguirre Álvarez Zerbino Bono (4) H. Canessa Ibarra Lamelas Pagani Sierra Vilaboa |
|              | tr   | S. Aguirre (3) Sierra (6)                                                           |
| Espinola (2) | c.p. | Sierra                                                                              |

| Arbitro: | Eduardo Blengio |

|                                                                    |      |              |
| Gaitan Nannini Núñez Piossek Roncero Senillosa (3) Simone Stortoni | mt   | Broussain    |
| J. Fernández Miranda (6)                                           | tr   | González     |
|                                                                    | c.p. | González (2) |

### Classifica
| Pos | Squadra   | G | V | N | P | PF  | PS  | DP   | Pt |
| --- | --------- | - | - | - | - | --- | --- | ---- | -- |
| 1   | Argentina | 3 | 3 | 0 | 0 | 244 | 34  | +210 | 9  |
| 2   | Uruguay   | 3 | 2 | 0 | 1 | 135 | 57  | +78  | 7  |
| 3   | Cile      | 3 | 1 | 0 | 2 | 86  | 95  | −9   | 5  |
| 4   | Paraguay  | 3 | 0 | 0 | 3 | 11  | 290 | −279 | 3  |

## Sudamericano "B"

### Risultati
| Data       | Incontro             | Risultato | Sede |
| ---------- | -------------------- | --------- | ---- |
| 5-10-2002  | Brasile ― Venezuela  | 32–14     | Lima |
| 5-10-2002  | Perù ― Colombia      | 28–0      | Lima |
| 8-10-2002  | Perù ― Venezuela     | 20–12     | Lima |
| 8-10-2002  | Brasile ― Colombia   | 64–0      | Lima |
| 12-10-2002 | Colombia ― Venezuela | 3-17      | Lima |
| 12-10-2002 | Perù ― Brasile       | 10–28     | Lima |

### Classifica
|  | Classifica | G | V | N | P | PF  | PS  | P±   | PT |
|  | ---------- | - | - | - | - | --- | --- | ---- | -- |
|  | Brasile    | 3 | 3 | 0 | 0 | 124 | 24  | +100 | 9  |
|  | Perù       | 3 | 2 | 0 | 1 | 58  | 40  | +18  | 7  |
|  | Venezuela  | 3 | 1 | 0 | 2 | 43  | 55  | -12  | 5  |
|  | Colombia   | 3 | 0 | 0 | 3 | 3   | 109 | -106 | 3  |